# Ribeira Brava (São Bartolomeu dos Regatos)
A Ribeira Brava é um curso de água português, localizado na freguesia açoriana de São Bartolomeu dos Regatos, concelho da Angra do Heroísmo, ilha Terceira, arquipélago dos Açores.
Este curso de água encontra-se geograficamente localizado na parte Sul da ilha Terceira e tem a sua origem a cerca de 800 metros de altitude. Tem origem nos contrafortes da Serra de Santa Bárbara se eleva a 1021 metros de altitude acima do nível do mar.
Esta ribeira drena uma bacia hidrográfica muito extensa que se inicia nas imediações do Pico da Cancela, do Pico da Lomba e do Pico das Duas, passa nas imediações da Lagoa das Patas e dos Viveiros da Falca.
Dirige-se para o Oceano Atlântico depois de atravessar a freguesia de São Bartolomeu precipitando-se no Oceano Atlântico do uma falésia com cerca de 50 metros de altura.